# Прапор Хорола
Пра́пор Хорола — міська хоругва Хорола, затверджена рішенням 19 сесії Хоролської міської ради 23 скликання 19 квітня 2001р.  

## Опис
Прапор міста являє собою прямокутне полотнище із співвідношення сторін 1:1 В композицію прапора, який має червоний колір,(колір прапора Хорольської козацької сотні, внесено зображення основного герба м. Хорола  - шаблі та стріли жовтого кольору (що відповідають золотим у гербі). Висота зображення становить 8/12 висоти прапора, ширина 7/12 ширини прапора. З чотирьох сторін прапор має лиштву з червоних і жовтих трикутників (ширина лиштви становить 1/12 ширини прапора) Розмір висоти і основи рівнобедреного трикутника становить 1/12 сторони прапора. Кутові трикутники мають розмір висоти ¾ діагоналі квадрата, утвореного пересіченням лиштв. Прапор може застосовуватися  як з вертикальним кріпленням до древка (жовтого кольору), так і з додатковим горизонтальним кріпленням, як хоругва.